# Nikolai Dobroliubov
Nikolai Aleksandrovici Dobroliubov (în rusă: Николай Александрович Добролюбов) (n. 24 ianuarie 1836 - d. 29 noiembrie 1861) a fost un critic literar, filozof materialist și om politic rus.
În cadrul literaturii, a fost continuatorul ideilor teoretice ale lui Nikolai Cernîșevski.

## Opera
- 1858: Ce este oblomovismul? ("Čto takoe oblomovščina?": Что такое обломовщина?);
- 1858: Primii ani de domnie ai lui Petru cel Mare;
- 1860: O rază de lumină în împărăția întunericului ("Luč sveta tëmnom țarstve": Луч света в тёмном царстве).

Dobroliubov a colaborat la revista Sovremennik.